# 尼爾·坎貝爾
尼爾·艾利森·坎貝爾（英語：Neil Allison Campbell；1946年4月17日—2004年10月2日）是一位美國科學家，以其教科書《生物學》聞名，該書於1987年首次出版，後來多次再版。此書在全球廣受歡迎，超過70萬名的高中和大學學生使用。 

## 教育
坎貝爾在加州大學洛杉磯分校獲得動物學碩士學位，在加州大學河濱分校獲得植物生物學博士學位。他在康奈爾大學、波莫納學院、加州大學河濱分校和聖貝納迪諾山谷學院教授大學課程超過30年。 

## 工作
坎貝爾曾多次獲獎：:2001年獲得加州大學河濱分校傑出校友獎，1986年獲得聖貝納迪諾山谷學院首屆傑出教授獎。
坎貝爾也是一名研究沙漠和沿海植物的研究員。他研究了某些植物如何適應不同鹽度、溫度和pH的環境。此外，他還對含羞草和其他豆科植物進行了研究。 

## 辭世
在《生物學》第七期國際版的手稿甫完成後，2004年10月21日，坎貝爾死於心力衰竭。 後加州大學河濱分校設立尼爾·艾莉森·坎貝爾捐贈研究獎以紀念他的貢獻。 

## 外部連結
- Campbell Biology官方網站 （页面存档备份，存于）